# Licenciado Gustavo Díaz Ordaz (Tabasco)
Licenciado Gustavo Díaz Ordaz es un ejido del municipio de Balancán ubicado en la subregión de los Ríos del estado mexicano de Tabasco.

## Geografía
La localidad se ubica a 37.7 kilómetros (en dirección sudeste) de la localidad de Balancán de Domínguez, la cabecera y lugar más poblado del municipio. Se sitúa en las coordenadas geográficas 17°57′56″N 91°13′19″O / 17.965556, -91.221944, a una elevación de 40 metros sobre el nivel del mar.

## Demografía
Según el Conteo de Población y Vivienda 2020, efectuado por el Instituto Nacional de Estadística y Geografía, la localidad de Licenciado Gustavo Díaz Ordaz tiene 144 habitantes, de los cuales 74 son del sexo masculino y 70 del sexo femenino. Su tasa de fecundidad es de 2.84 hijos por mujer y tiene 49 viviendas particulares habitadas.
| Gráfica de evolución demográfica de Licenciado Gustavo Díaz Ordaz entre 1980 y 2020 |
|                                                                                     |
| INEGI.                                                                              |